# FirstClass
FirstClass är en klient-serverprogramvara som kan användas i en organisation som samarbetsplattform mellan användare, genom så kallad gruppvara, med e-post, elektroniska konferenser och forum, kalender och liknande verktyg för distansarbete eller distansundervisning och har varit vanligt förekommande i utbildningssammanhang. Plattformen är proprietär programvara och ägs och utvecklas av företaget OpenText, vars kontor för FirstClass finns i Richmond Hill i provinsen Ontario i Kanada med huvudkontor i Waterloo och är landets största mjukvaruföretag. Ursprungligen utvecklades FirstClass med start 1989 som en Mac-baserad bbs-programvara av företaget SoftArc i Toronto.

## FirstClass-servrar i Sverige
- Folkbildningsnätet [3]
- Folkuniversitetsnätet [4]
- Hälsinge utbildning [5]
- Hässlehomls kommun - Knutpunkten [6]
- Härnösands Kommun [7]
- Högskolan i Skövde [8]
- Kristianstads kommun - BUF Online [9]
- Kristdemokraternas intranät - Navet [10]
- Leksands kommun [11]
- Moderaternas mail- och intranät - BBS-moderat / FirstClass-Moderat [12]
- RFSU, Riksförbundet för sexuell upplysning [13]
- Sundsvalls kommunala skolor - Skola Online [14]
- Stockholms Universitet - Institutionen för data- och systemvetenskap, DSV [15]
- Tibro kommun [16]
- Trelleborgs kommun - FC Trelleborg [17]
- Trollhättans kommun utbildningsförvaltningen [18]
- Umeå kommuns Skolors E-postsystem [19]
- Vaggeryds Kommun, Utbildningsplattform för skolor [20]
- Västervik kommun - Enheten för kommunservice [21]

## FirstClass-servrar i övriga Norden
- Aarhus Universitet, Danmark [22]
- SkoleKom -  læringsplattformen FirstClass Skole, Norge [23]
- Sanoma, Finland [24]